# 3 nivôse
3 frimaire 3 pluviôse
Le tridi 3 nivôse, officiellement dénommé jour du bitume, est le 93e jour de l'année du calendrier républicain.
C'était généralement le 23e jour du mois de décembre dans le calendrier grégorien.